# Duellmanohyla
Duellmanohyla is een geslacht van kikkers uit de familie boomkikkers (Hylidae).
De groep werd voor het eerst wetenschappelijk beschreven door de biologen Jonathan Atwood Campbell en Eric Nelson Smith in 1992. De wetenschappelijke geslachtsnaam Duellmanohyla is een eerbetoon aan de Amerikaanse zoöloog en amfibieënexpert William Edward Duellman (1930).
Er zijn acht soorten die voorkomen in Noord- en Midden-Amerika: Mexico tot Panama.

## Soorten
Geslacht Duellmanohyla
- Soort Duellmanohyla chamulae
- Soort Duellmanohyla ignicolor
- Soort Duellmanohyla lythrodes
- Soort Duellmanohyla rufioculis
- Soort Duellmanohyla salvavida
- Soort Duellmanohyla schmidtorum
- Soort Duellmanohyla soralia
- Soort Duellmanohyla uranochroa

Anotheca · 
Bromeliohyla · 
Charadrahyla · 
Diaglena · 
Dryophytes · 
Duellmanohyla · 
Ecnomiohyla · 
Exerodonta · 
Hyla · 
Isthmohyla · 
Megastomatohyla · 
Plectrohyla · 
Ptychohyla · 
Rheohyla · 
Sarcohyla · 
Smilisca · 
Tlalocohyla · 
Triprion